# Janczak (nazwisko)
Janczak (forma żeńska: Janczak, liczba mnoga: Janczakowie) – polskie nazwisko.

## Etymologia nazwiska
Utworzone od imienia Jan (imię pochodzenia hebrajskiego  Jehōhānān czyli Jahwe  jest  łaskawy). Notowane od 1631 roku.

## Demografia
Na początku lat 90. XX wieku w Polsce mieszkało 5165 osób o tym nazwisku, najwięcej w dawnym województwie: łódzkim  – 560, konińskim – 521 i kaliskim – 512. W 2018 roku mieszkało w Polsce około 5647 osób o nazwisku Janczak, najwięcej w Warszawie i Kaliszu.